# Oreina pennina
Oreina pennina is een keversoort uit de familie bladkevers (Chrysomelidae). De wetenschappelijke naam van de soort werd in 1938 gepubliceerd door Giovanni Binaghi.